# Коробко, Михаил Юрьевич
Михаи́л Ю́рьевич Коробко́ (род. 31 марта 1968, Москва) — российский исследователь истории, архитектуры и топонимии Москвы и Подмосковья.

## Биография
В 1991 году окончил Российский государственный гуманитарный университет по специальности историко-архивоведение-музееведение, защитив диплом по истории усадьбы «Узкое», а затем — аспирантуру Российского института культурологии.
В разные годы работал в Музее архитектуры им. Щусева, Российском институте культурологии, РНИИ культурного и природного наследия, Фонде возрождения русской усадьбы (ученый секретарь), Высшей школе культурологии, «Информрегистре» (старший инженер), журнале «Восточный округ» (колумнист), Музее Детства ЦДМ на Лубянке (директор музея в 2015—2016 годах).
C 2022 года — заведующий сектором редакционно-издательской деятельности Объединения культурных центров ЮЗАО (ГБУК города Москвы ОКЦ ЮЗАО); параллельно с 2021 года является главным редактором журнала «Московский краевед», который продолжает традиции одноименного журнала, выходившего в Москве в 1927—1930 годы, и посвящён изучению Москвы и Подмосковья.

## Научная деятельность
Основной круг научных интересов — история архитектуры, москвоведение, краеведение, топонимия Москвы и Подмосковья, русские усадьбы. Уделяет внимание сохранению историко-архитектурного и культурного наследия, участвует в деятельности памятникоохранных организаций: ВООПИиК, Общества изучения русской усадьбы (член правления).
Регулярно выступает экспертом в телевизионных передачах центральных каналов по истории Москвы и Московской области, читает лекции, принимает участие в семинарах, посвящённых истории усадеб и исторических объектов Москвы, проводит экскурсии.
С 1998 года является членом жюри и руководителем секций Всероссийских олимпиад по школьному краеведению, Всероссийских конкурсов исследовательских краеведческих работ учащихся движения «Отечество».
Многие книги и брошюры М. Ю. Коробко опубликованы в популярной серии «Природное и культурное наследие Москвы», изданной Научным советом Российской академии наук по изучению и охране культурного и природного наследия.

## Награды
В 2003 году удостоен Макариевской премии в номинации «История Москвы» за книгу «Московский Версаль: Кузьминки-Люблино», а в 2016 году награждён медалью «200 лет со дня рождения митрополита Макария (Булгакова)».

## Некоторые публикации
Автор более 100 публикаций — статей и книг, в том числе монографий.
Книги
- Усадьба Узкое: Историко-культурный комплекс XVII—XX веков. М., 1996/ Под ред. академика РАН Е. П. Челышева; Науч. совет РАН по изуч. и охране культ. и природ. наследия. М.: Изд-во Биоинформсервис, 1996 (Природ. и культ. наследие Москвы).
- Кузьминки-Люблино. М.: Гранд-Фаир, 1999.
- Кузьминки. М.: Santa-Optima, 2002/ РНИИ природного и культурного наследия и Об-во изучения русской усадьбы (Русская усадьба).
- Москва Владимира Соловьева/ Науч. совет РАН по изуч. и охране культ. и природ. наследия. М.: Сев. город — 7 , 2001. (Природ. и культ. наследие Москвы).
- Московский Версаль: Кузьминки-Люблино. М. Изд-во «Прима-пресс», 2001.
- Москва усадебная: Путеводитель. — М.: АНО ИЦ «Москвоведение», ОАО «Московские учебники», 2005/ (Новый московский путеводитель).
- Усадьба Кузьминки. М.: Вече, 2009 (Усадьбы, дворцы, особняки Москвы).
- Усадьба Узкое. М.: Вече, 2013 (Усадьбы, дворцы, особняки Москвы).
- Усадьба Ясенево / М. Ю. Коробко. — М.: «Вече», 2014. — 160 с. — (Усадьбы, дворцы, особняки Москвы). — 2000 экз. — ISBN 978-5-9533-5975-7.
- Усадьба Воронцово. — М.: АНО «Диалог культур», 2018. — 104 с. — ISBN 978-5- 902690-71-9.

Книги в соавторстве
- Коробко М. Ю. и др. Усадебное ожерелье Юго-Запада Москвы. [Изд. 1-е]. М., 1996; [Изд. 2-е, стереоотипн.]. М., 1997; [Изд. 3-е, испр]. М., -СПб. 1997.
- Коробко М. Ю., Рысин Л. П., Насимович Ю. А. Воронцово / Редкол. В. Е. Соколов, Е. П. Челышев и др.; Совет по изучению и охране культур. и природ. наследия при Президиуме РАН. М.: Биоинформсервис (Б. тип.), 1997. (Природ. и культ. наследие Москвы).
- Коробко М. Ю., Авилова К. В., Рысин Л. П. Измайлово. /Редкол. В. Е. Соколов, Е. П. Челышев и др.; Совет по изучению и охране культур. и природ. наследия при Президиуме РАН. М.: Биоинформсервис (Б. тип.), 1997. (Природ. и культ. наследие Москвы).
- Коробко М. Ю., Рысин Л. П., Авилова К. В. Кузьминки / Редкол.: В. Е. Соколов, Е. П. Челышев и др.; Совет по изуч. и охране культ. и природ. наследия при Президиуме РАН. М.: (Б. тип.), 1997. (Природ. и культ. наследие Москвы).
- Коробко М. Ю., Рысин Л. П., Насимович Ю. А. Алтуфьево / Науч. совет РАН по изуч. и охране культ. и природ. наследия. М.: Изд-во Ин-та иностр. яз. (Б. тип.), 2000. 28 с.: ил. Б. тир. (Природ. и культ. наследие Москвы).
- Коробко М. Ю., Рысин Л. П., Насимович Ю. А. Валуево / Науч. совет РАН по изуч. и охране культ. и природ. наследия. М.: Изд-во Ин-та иностр. яз. (Тип. МИСиС), 2000.
- Коробко М. Ю., Рысин Л. П., Насимович Ю. А. Виноградово / Редкол. Г. В. Добровольский, Е. П. Челышев и др.; Науч. совет РАН по изуч. и охране культ. и природ. наследия. М.: Изд-во Ин-та ин. яз. (Тип. 7 ТМО), 2001. (Природ. и культ. наследие Москвы).
- Коробко М. Ю., Рысин Л. П., Насимович Ю. А. Лианозово / Науч. совет РАН по изуч. и охране культ. и природ. наследия. М.: Изд-во Ин-та ин. яз. (Тип. 7 ТМО), 2001. (Природ. и культ. наследие Москвы).
- Насимович Ю. А., Рысин Л. П., Коробко М. Ю., Ерёмкин Г. С. Лосиноостровская. / Науч. совет РАН по изуч. и охране культ. и природ. наследия. М.: Сев. город — 7 , 2001. (Природ. и культ. наследие Москвы).
- Коробко М. Ю., Рысин Л. П., Насимович Ю. А. Михалково / Науч. совет РАН по изуч. и охране культ. и природ. наследия. М.: Изд-во Ин-та иностр. языков, 2001. (Природ. и культ. наследие Москвы).
- Коробко М. Ю., Рысин Л. П., Насимович Ю. А. Петровский парк / Науч. совет РАН по изуч. и охране культ. и природ. наследия. М.: Сев. город — 7 , 2001. (Природ. и культ. наследие Москвы).
- Коробко М. Ю., Насимович Ю. А. Тушино / Редкол.: Г. В. Добровольский, Е. П. Челышев и др.; Науч. совет РАН по изуч. и охране культ. и природ. наследия. М.: Изд-во Ин-та иностр. яз. (7-я тип. М-ва обороны), 2001.. (Природ. и культ. наследие Москвы).
- Коробко М. Ю., Насимович Ю. А., Еремкин Г. С. Люблино / Редкол. Г. В. Добровольский, Е. П. Челышев и др.; Науч. совет РАН по изучению и охране культ. и природ. наследия. М.: Изд-во Театр. ин-та им. Б. Щукина (Джет-пресс), 2003. (Природ. и культ. наследие Москвы).
- Челышев Е. П., Коробко М. Ю. Усадьба Узкое и Владимир Соловьев/ Под ред. Е.П. Челышева; Науч. совет РАН по изуч. и охране культ. и природ. наследия. М.: Наука, 2012.

Интернет-публикации
- Владимир Соловьев в Москве // История (приложение к газете «Первое сентября»). 2003. № 41—43.
- Коллекционеры и коллекции подмосковных усадеб // История (приложение к газете «Первое сентября»). 2004. № 44.
- «Молоденький мальчик с румянцем во всю щеку…» Ф. И. Тютчев в Троицком и Знаменском-Садках // История (Издательский дом «Первое сентября»). 2003. № 45.
- Москва усадебная. Путеводитель. М., 2005 / Новый московский путеводитель.
- Путь на Берлин: О Теплостанском лесе и его памятниках // История (приложение к газете «Первое сентября»). 2004. № 18.
- Топонимические традиции русской усадьбы (1861—1917 гг.) // Русская усадьба: Сборник Общества изучения русской усадьбы. Вып. 9. — М., 2003.
- Усадебное ожерелье Юго-Запада Москвы. (Изд. 3-е испр.). — М.-СПб, 1997.
- Усадьба Знаменское-Садки по новым архивным материалам // Русская усадьба. Сборник Общества изучения русской усадьбы. Вып. 10. М., 2004. С. 324—349.
- Усадьба Узкое: владельцы и владения // История (издательский дом «Первое сентября»). 2004. № 2. С. 10—15; № 3. С. 18—25.
- Усадьба Узкое: Историко-культурный комплекс XVII—XX веков. — М., 1996 / Природное и культурное наследие Москвы.
- Коробко М. Ю., Рысин Л. П., Насимович Ю. А. Алтуфьево / Науч. совет РАН по изуч. и охране культ. и природ. наследия. М.: Изд-во Ин-та иностр. яз. (Б. тип.), 2000. 28 с.: ил. Б. тир. (Природ. и культ. наследие Москвы).
- Коробко М. Ю., Рысин Л. П., Насимович Ю. А. Валуево / Науч. совет РАН по изуч. и охране культ. и природ. наследия. М.: Изд-во Ин-та иностр. яз. (Тип. МИСиС), 2000.
- Коробко М. Ю., Рысин Л. П., Насимович Ю. А. Лианозово / Науч. совет РАН по изуч. и охране культ. и природ. наследия. М.: Изд-во Ин-та ин. яз. (Тип. 7 ТМО), 2001. (Природ. и культ. наследие Москвы).